# Le Riche et le Pauvre
Pour les articles homonymes, voir Riche (homonymie).
Les Héritiers

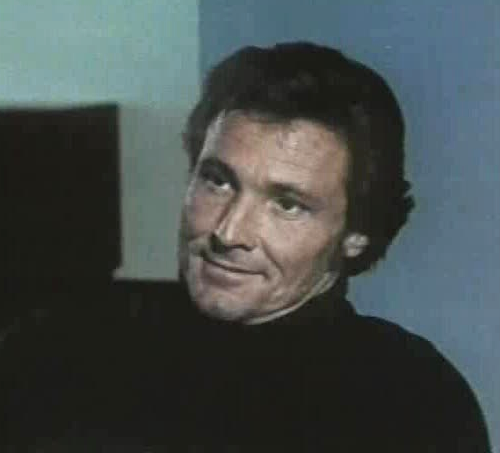
William Smith joue le rôle du tueur fou Falconetti

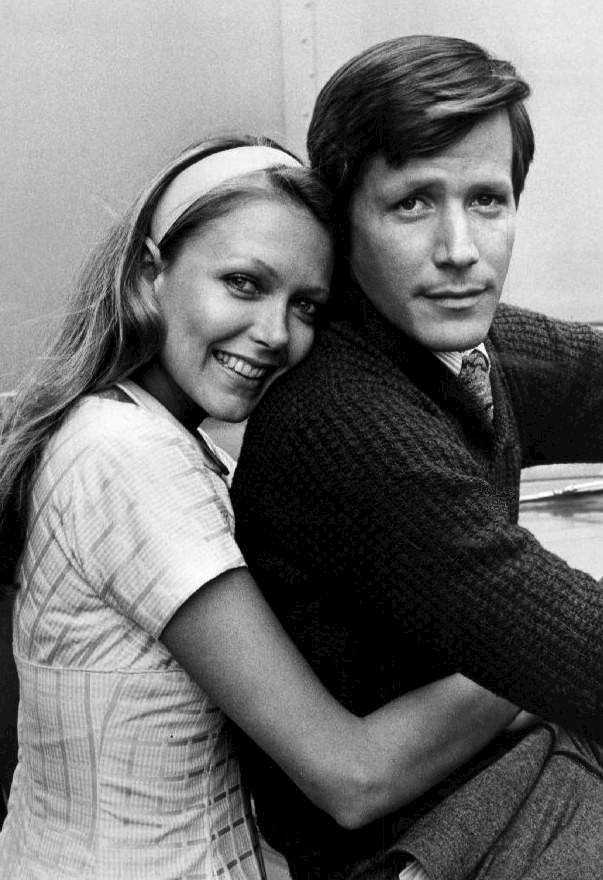
Susan Blakely et Peter Strauss

Le Riche et le Pauvre, ou Les Jordache au Québec (Rich Man, Poor Man: Book 1) est un feuilleton télévisé américain en douze épisodes de 48 minutes, créé d'après un roman d'Irwin Shaw et diffusé entre le 1er février et le 15 mars 1976 sur le réseau ABC. Sa suite directe Les Héritiers a été aussitôt programmée dans le courant de la même année.
En France, le feuilleton a été diffusé à partir du 10 septembre 1977 sur TF1, et au Québec à partir du 19 février 1979 à la Télévision de Radio-Canada. Il reste inédit dans les autres pays francophones.

## Synopsis
Voici l'histoire de la famille Jordache, de la fin de la Seconde Guerre mondiale jusqu'au début des années 70… et notamment celle de deux frères, Rudy (Peter Strauss) et Tom (Nick Nolte), originaires de Port-Phillip, dans l'État de New York. Alors que Rudy est un brillant étudiant ambitieux qui vise le pouvoir politique et l'opulence, Tom ne connaît que les échecs et les difficultés. Il a tout d'une graine de violence. Après une carrière de boxeur professionnel écourtée, il devient père malgré lui d'un fils qu'il ne verra pas grandir. Lors d'un voyage en bateau, il défie et massacre une brute du nom de Falconetti (William Smith), lui arrachant un œil. Tom payera très cher pour ce dérapage.

## Distribution
- Peter Strauss (VF : Jean-Pierre Dorat) : Rudy Jordache
- Nick Nolte (VF : Pierre Arditi) : Tom Jordache
- William Smith (VF : Marc de Georgi) : Falconetti (ep 9-12)
- Susan Blakely (VF : Jocelyne Darche) : Julie Prescott
- Edward Asner (VF : Henry Djanik) : Axel Jordache (ep 1-4)
- Dorothy McGuire (VF : Claire Guibert) : Mary Jordache (ep 1-9)
- Ray Milland (VF : Jean-Henri Chambois) : Duncan Calderwood (ep 4-11)
- Kim Darby (VF : Sylviane Margollé) : Virginia Calderwood (ep 4-11)
- Robert Reed (VF : Roland Ménard) : Teddy Boylan
- Gloria Grahame (VF : Paule Emanuele) : Sue Prescott
- Bill Bixby (VF : Philippe Ogouz) : Willie Abbott
- Murray Hamilton (VF : Roger Rudel) : Sidney Gossett
- Van Johnson (VF : Jacques Deschamps) : Marsh Goodwin
- Dorothy Malone (VF : Nadine Alari) : Irene Goodwin
- Kay Lenz (VF : Isabelle Ganz) : Kate Jordache
- Norman Fell (VF : Claude Joseph (comédien)) : Smitty
- Talia Shire (VF : Sylvie Feit) : Teresa Santoro
- Fionnula Flanagan (VF : Martine Sarcey) : Clothilde Devereaux
- Tim McIntire (VF : Jacques Ferrière) : Brad Knight
- Lawrence Pressman (VF : Roger Crouzet) : Bill Denton
- Mike Evans (VF : Marc François) : Arnold Simms
- Dick Sargent (VF : Marc Cassot) : Richards
- Herbert Jefferson, Jr. (VF : Med Hondo) : Roy Dwyer
- Craig Stevens (VF : Jean-Claude Michel) : Asher Berg
- George Maharis (VF : Daniel Gall) : Joey Quales
- Steve Allen (VF : Jacques Dynam) : Bayard Nichols
- Lynda Day George (VF : Béatrice Delfe) : Linda Quales
- Dick Butkus (VF : Alain Dorval) : Al Fanducci, l'ancien combattant du cinéma
- Josette Banzet : Miss Lenaut
- Charles Tyner : Matusik (ep 5-6)
- Angela Clarke : Mme Jardino (ep 3)
- Helen Craig : Martha (ep 8-12)

 Source et légende : version française (VF) sur RS Doublage

## Fiche technique
- Réalisation : Bill Bixby, David Greene (épisodes 1, 2, 7, 8) et Boris Sagal (épisodes 3-6)

## Épisodes
Les épisodes, sans titres, sont numérotés de Chapitre un à douze.

## Récompenses
- Emmy Awards 1976 : Meilleure musique, Meilleure réalisation (David Greene pour l'épisode 8), Meilleur acteur dans une série dramatique (Edward Asner), Meilleure actrice dans un second rôle (Fionnula Flanagan)
- Golden Globes 1976 :
  - Golden Globe de la meilleure série télévisée dramatique
  - Golden Globe de la meilleure actrice dans une série télévisée dramatique pour Susan Blakely
  - Golden Globe du meilleur acteur dans un second rôle dans une série, une minisérie ou un téléfilm pour Edward Asner
  - Golden Globe de la meilleure actrice dans un second rôle dans une série, une minisérie ou un téléfilm pour Josette Banzet